# منتخب الجبل الأسود لكأس فيد
منتخب الجبل الأسود لكأس فيد هو ممثل الجبل الأسود الرسمي في كرة المضرب في كأس فيد
.